# René (roman)

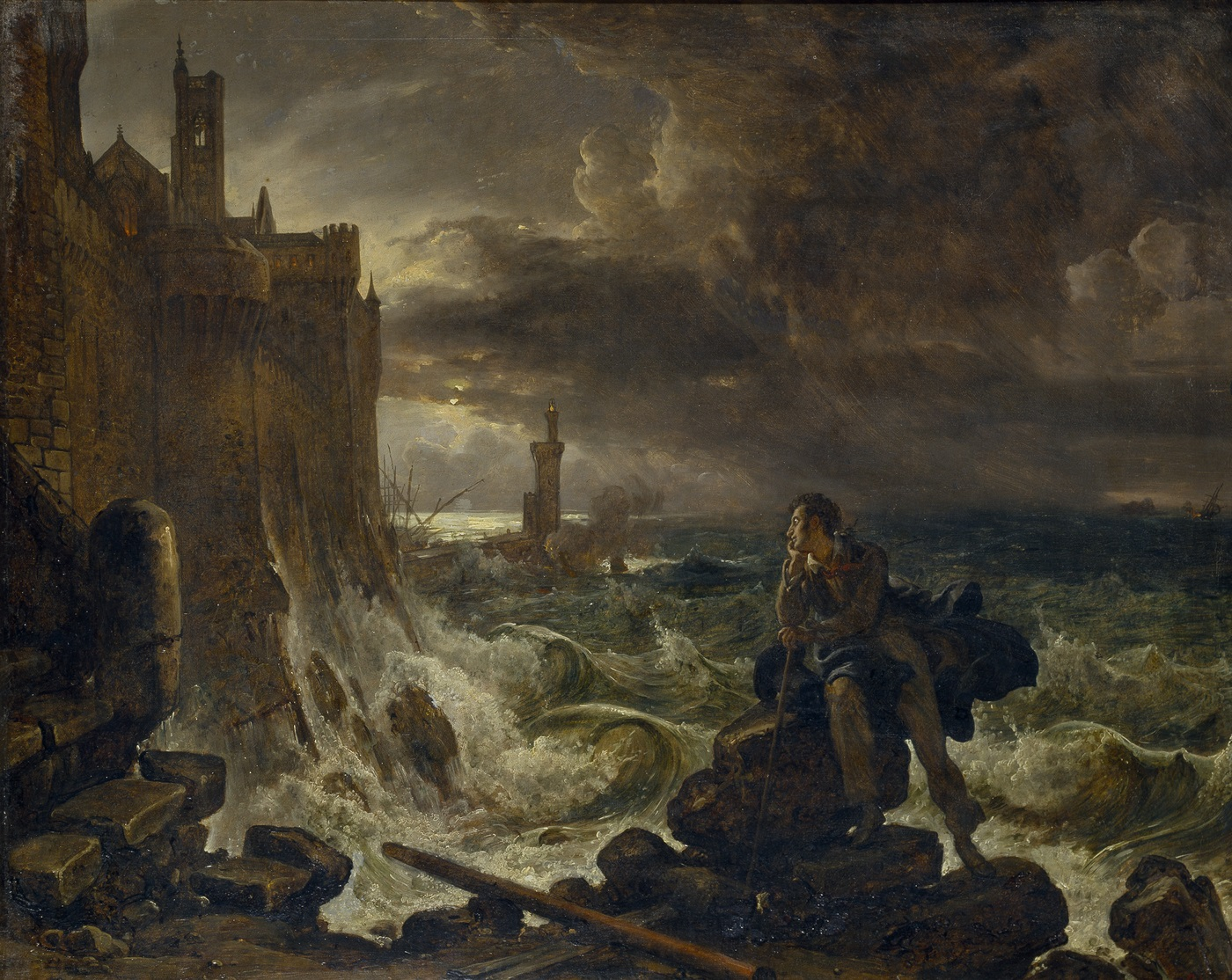
Stormscen från René, oljemålning av Franz Ludwig Catel, cirka 1820

René är en kortroman från 1802 av den franske författaren François-René de Chateaubriand. Den handlar om en ung aristokrat från Bretagne, som äcklad av den moderna världen och desillusionerad av sina tidigare tillflykter till antikens världsbild slår sig ned i Louisiana för att leva med natchezerna.
René trycktes 1802 tillsammans med verket Génie du christianisme och kortromanen Atala. Den gavs ut på svenska 1803 och har nyöversatts flera gånger. Atala och René, som båda berör natchezindianerna, rönte stora framgångar och kom att ha stort inflytande på romantikens litteratur.